# Maurice Stuckey
Maurice Gilbert Stuckey (Augusta, 30 maggio 1990) è un cestista tedesco.

## Palmarès
- Campionato tedesco: 3

Brose Bamberg: 2009-10, 2010-11, 2011-12
- Coppa di Germania: 5

Brose Bamberg: 2010, 2011, 2012, 2018-19
EWE Baskets Oldenburg: 2015
- Supercoppa tedesca: 2

Brose Bamberg: 2010, 2011